# 坂寄卓士
坂寄 卓士（さかより たかし、1992年 - ）は、日本の子役または俳優。

## 来歴
2000年代前半から芸能活動を行い、「おはスタ」では2年間おはキッズを担当。2005年の映画では「待合室」で井上孝雄役を務め、フジテレビ系列の深夜番組であるワンナイR&Rのもんじゃろ学園物語では生徒役として出演していた。

## テレビ番組

### バラエティ
- おはスタ - 第1部「ガチャスタ」（2003年4月 - 2005年3月、テレビ東京）
- 水10!ワンナイR&R「もんじゃろ学園物語」（2006年5月3日、フジテレビ）

### テレビドラマ
- 怪談新耳袋第3シリーズ・御祓いは効かない編 第66話「黒い男たち」（2004年5月、BS-i・TBSテレビ） - 佐野みのる役

## 映画
- 8月のクリスマス（2005年）
- 待合室（2005年） - 井上孝雄役
- まばたき（2006年）

## CM
- 任天堂 GCマリオゴルフ「ファミリーツアー2篇」